# Музичний відеокліп
Музичний відеокліп — короткий кіно- або відеофрагмент (відеокліп), що супроводжує музичну композицію. Як правило, існує в кіно- або відеоформаті, але бувають і анімаційні музичні кліпи, при виробництві яких використовується анімація. Розрізняють постановочні, концертні, анімаційні кліпи. Кліп відображає стилістику музики, нерідко ілюструє пісню, іноді показує зовнішні дані артиста з найвигідніших ракурсів.
Відеокліп може містити візуально-сюжетну лінію подієвої історії пісні, сценарій на яку готується режисером-«кліпмейкером». Відеокліпи в основному знімаються для показу по ТБ або в мережі інтернет. Також кадри з кліпів часто супроводжують виконання пісні на концертах. Відео- або кінокліп може бути фрагментом повнометражного фільму.

## Історія

### Рання історія. Кінокліп.
Визначити «перший» кліп неможливо, так як відеозаписи під музику з'явилися відразу ж з винаходом звукового кіно в 1920-30-х роках. А ще до того знімалися короткометражні стрічки, спеціально синхронізовані для виконання під музику, наприклад, «Людина-оркестр» (1900) і «Меломан» (1903).
Хоча більшість кліпів того періоду являють собою просто запис виступу артистів, окремі кліпи вже були виконані аналогічно до сучасних: використовувався монтаж, зйомка з декількох камер, доступні в той час спеціальні ефекти іноді навіть був присутній сюжет. Оскільки ці відео демонструвалися не по ТВ, а в кінотеатрах, то основним форматом була не кліп на одну пісню, а міні-фільм з декількох пісень. Першим кліпом в СРСР називають ролик на пісню «Пароплав» Леоніда Утьосова, знятий в 1939 році. Анімаційні музичні відео з'явилися в той же період. Студія Волта Діснея випустила цілу серію короткометражних мультфільмів «Silly Symphonies», цілком покладених на класичну музику.

### Кліпи на телебаченні
З поширенням телебачення, кліпи стали важливою частиною просування артиста. У 1964 році на BBC почав виходити щотижневий хіт-парад Top of the Pops. Щоб не приїжджати щотижня на зйомки, багато груп записували яскраві, що запам'ятовуються відео, що збільшують їхні шанси на успіх у хіт-параді. The Beatles з роликами для Strawberry Fields Forever, Rain, Paperback Writer і Penny Lane були законодавцями мод в 1960-ті.. Кліпи для Top of the Pops знімали The Kinks (Dead End Sreet, 1966), Девід Боуї (Space Oddity, 1969), Small Faces та інші групи і виконавці 1960-х. У 1970-і до них приєдналися Queen, Black Sabbath. Шведська група ABBA після перемоги на конкурсі Євробачення почала активно знімати відеокліпи для просування своїх альбомів і синглів по всьому світу. З шаленого успіху кліпу гурту Queen на пісню «Bohemian Rhapsody» (1975), багато відраховують початок розквіту музичних відео на ТБ. З тих пір кліпи стали постійним атрибутом рок- і поп-виконавців.
Канал MTV відкрився в 1981 році, і незабаром культура відеокліпів зробила великий крок вперед. Перш шанувальники могли побачити своїх кумирів в основному на концертах і фотографіях. Тепер же для виконавців поп-музики стало так само важливо знімати якісні та оригінальні відеокліпи, як і виступати наживо. Настала ера дорогих, якісних кліпів зі складною режисурою і великою масовкою. Наприклад, деякі кліпи Майкла Джексона (Remember the Time, Black or White, Thriller) коштували по 1-2 мільйони доларів і в них знімалися голлівудські зірки на зразок Едді Мерфі. Все частіше в кліпах застосовуються спецефекти з арсеналу кіно, такі як комп'ютерна графіка.
В епоху розквіту відеокліпів з'явився феномен «віртуальних груп» — музичних проєктів, що не виступають наживо і доносять свою музику до глядача тільки в аудіозаписах і відеокліпах. При цьому виконавці могли навіть не з'являтися в кліпах або робити їх чисто анімаційними. Наприклад, віртуальна група Gorillaz прославилася своїми анімаційними кліпами, в яких з'являються вигадані персонажі — «члени групи». Електронний проєкт Crazy Frog існує виключно у вигляді кліпів.

### Кліпи в інтернеті
Новим словом в історії відеокліпів стала поява інтернет-трансляції на таких сервісах, як YouTube, Vevo, Google Video тощо. Оскільки у них відсутній формат, який визначається редакцією, споживачеві стали доступні кліпи будь-яких виконавців — популярних, андеграундних і навіть початківців любителів. Такі виконавці, як Джастін Бібер, Остін Махон, Loituma, добилися популярності саме завдяки кліпами в Інтернеті. Крім того, завдяки широко поширеним програмами відеомонтажу (Windows Movie Maker, Pinnacle Studio тощо), зараз практично будь-яка людина може монтувати музичні кліпи і публікувати їх в інтернеті.

### Ліричне відео
Ліричне відео — це музичне відео, у яких текст пісні є основним елементом відеоряду. Ліричні відео стали популярні в 2010-х, коли виконавцям стало відносно легко поширювати відео через такі сайти, як YouTube. Багато з них навіть не мають зображення виконавців, а являють собою просто фон зі словами пісні поверх нього, що з'являються одночасно з виконанням їх у пісні. Таким чином, їх досить просто створювати, і часто вони виступають в якості доповнення до більш традиційного музичного відео. Незважаючи на те, що ця ідея стала популярною в 2010-х роках, вона використовувалася набагато раніше. У відеокліпі на пісню R.E.M. «Fall on Me» текст пісні перемежовується абстрактними відеокадри. У 1987 році Прінс випустив кліп на свою пісню «Sign „☮“ The Times». У відеоролику пульсуючі під музику слова пісні накладаються на абстрактні геометричні фігури. У 1990 році Джордж Майкл випустив «Praying for Time» у вигляді ліричного відео. Він відмовився створювати традиційний музичний кліп, тому його лейбл випустив простий кліп, в якому текст пісні відображався на чорному тлі. «Closer» гурту The Chainsmokers — ліричне відео, яке набрало найбільше переглядів на YouTube.